# Elisabet del Regne Unit (landgravina de Hessen-Homburg)
Elisabet del Regne Unit, landgravina de Hessen-Homburg (Palau de Buckingham, 1770 - Frankfurt, 1840). Princesa del Regne Unit amb el tractament d'altesa reial que contragué matrimoni en el si de la casa landgravinal de Hessen-Homburg.
Nascuda al Palau de Buckingham el dia 22 de maig de l'any 1770 essent filla del rei Jordi III del Regne Unit i de la princesa Carlota de Mecklenburg-Strelitz. Elisabet era neta per via paterna del príncep Frederic del Regne Unit i de la duquessa Augusta de Saxònia-Gotha i per via materna ho era del príncep Carles Lluís de Mecklenburg-Strelitz i de la duquessa Elisabet de Saxònia-Hildburghausen.
El dia 7 d'abril de l'any 1818, a l'edat de quaranta-vuit anys, contragué matrimoni amb el landgravi Frederic VI de Hessen-Homburg, fill del landgravi Frederic V de Hessen-Homburg i de la princesa Carolina de Hessen-Darmstadt. La parella s'establí a Homburg i no tingué fills.
La Casa dels Hessen-Homburg tenia el seu origen l'any 1622 en una divisió territorial creada al landgravinat de Hessen-Darmstadt. La independència d'aquest estat sobirà fou qüestionada durant les guerres napoleòniques però el Congrés de Viena reconegué explícitament i engrandí territorialment el landgravinat. El 1848, amb la mort del darrer membre de la dinastia Hessen-Homburg quedà integrat de nou al llavors gran ducat de Hessen-Darmstadt.
La princesa Elisabet morí a la ciutat de Frankfurt el dia 10 de gener de l'any 1840 a l'edat de seixanta-nou anys. El seu marit havia mort a Homburg el 2 d'abril de 1829.